# 紀元前380年代
紀元前380年代（きげんぜんさんびゃくはちじゅうねんだい）は、西暦による紀元前389年から紀元前380年までの10年間を指す十年紀。

## できごと

### 紀元前387年
- アッリアの戦いが起きる。
- スパルタとアケメネス朝ペルシアが、アンタルキダスの和約を締結する。
- プラトンが学園を設立する。（正確な年は不明）

### 紀元前381年
- トゥスクルムがラティウム諸都市で初めてローマ市民権を与えられ、ローマ支配下のムニキピウムとなる。

### 紀元前380年
- ハコルの死亡により、ネフェリテス2世がファラオを継承する。
- ネフェリテス2世がネクタネボ1世に敗北しエジプト第29王朝が滅亡、エジプト第30王朝が興る。
- アゲシポリス1世の弟であるクレオンブロトス1世がアギス朝のスパルタ王を継承する。

## 誕生

### 紀元前389年
- アイスキネス、古代ギリシアの政治家・弁論家

### 紀元前385年
- ロドスのメントル、古代ギリシアの傭兵

### 紀元前384年
- アリストテレス、古代ギリシアの哲学者（+ 紀元前322年）

- デモステネス、古代ギリシアの政治家・弁論家

### 紀元前382年
- ピリッポス2世、アルゲアス朝マケドニア王国の王
- アンティゴノス1世、アンティゴノス朝の初代の王

### 紀元前380年
- ダレイオス3世、アケメネス朝ペルシアの最後の王
- メナイクモス、古代ギリシアの数学者、幾何学者、哲学者

## 死去

### 紀元前388年
- トラシュブロス、アテナイの将軍

### 紀元前385年
- アリストパネス、古代アテナイの喜劇詩人、風刺詩人
- カミサレス、アケメネス朝ペルシアのキリキアの太守

### 紀元前381年
- 呉起、中国戦国時代の軍人、政治家、軍事思想家

### 紀元前380年
- ハコル、エジプト第29王朝のファラオ
- アゲシポリス1世、アギス朝のスパルタ王